# 1219
Високе Середньовіччя •  Золота доба ісламу •  Реконкіста •  Хрестові походи •  Київська Русь

## Геополітична ситуація
Візантійська імперія розпалася на кілька держав. Фрідріх II Гогенштауфен є королем Німеччини (до 1250). Філіп II Август править у Франції (до 1223).
Апеннінський півострів розділений: північ належить Священній Римській імперії, середню частину займає Папська область, більша частина півдня належить Сицилійському королівству. Деякі міста півночі: Венеція, Піза, Генуя тощо, мають статус міст-республік, частина з яких об'єднана Ломбардською лігою.
Південь Піренейського півострова в руках у маврів. Північну частину півострова займають християнські Кастилія, Леон (Астурія, Галісія), Наварра, Арагонське королівство (Арагон, Барселона) та Португалія. Генріх III є королем Англії (до 1272), а королем Данії — Вальдемар II (до 1241).
У Києві княжить Мстислав Романович Старий (до 1223), у Галичі — Мстислав Удатний, у Володимирі-на-Клязмі — Юрій Всеволодович. Новгородська республіка та Володимиро-Суздальське князівство фактично відокремилися від Русі. У Польщі період роздробленості. На чолі королівства Угорщина стоїть Андраш II (до 1235).
В Єгипті, Сирії та Палестині править династія Аюбідів, невеликі території на Близькому Сході утримують хрестоносці. У Магрибі панують Альмохади, держава яких почала розпадатися. Сельджуки окупували Малу Азію. Хорезм є наймогутнішою державою Середньої Азії, а Делійський султанат — Північної Індії. Чингісхан розширює територію Монгольської імперії. У Китаї співіснують частково підкорені монголами держава чжурчженів, де править династія Цзінь, й держава тангутів Західна Ся та держава ханців, де править династія Сун. На півдні Індії домінує Чола. В Японії триває період Камакура.

## Події
- Мстислав Удатний змістив Коломана з галицького престолу.
- Галицько-Волинське князівство підписало мирну угоду з литовськими князями.
- Війська хрестоносців у Єгипті взяли Дам'єтту і пішли на Каїр, однак їм завадив розлив Нілу. Хрестоносці покинули Єгипет, уклавши мир із султаном аль-Камілем.
- Правитель Кілікійської Вірменії Левон II перед смертю заповів свій титул доньці Ізабеллі.
- Кей-Кубад I став султаном Конійського султанату.
- Данські хрестоносці захопили Таллінн. У вирішальній битві їм з неба впав прапор, який став прапором Данії, найстарішим у Європі.
- Введено перші правила присудження вченого ступеня папою Гонорієм III.
- Почалося вторгнення військ Чингісхана в Хорезм.
- У Японії вбито сьоґуна Мінамото но Санетомо. Владу узурпував рід Ходзьо.